# ファイト・フォ・アワセルヴス
「ファイト・フォ・アワセルヴス」(Fight For Ourselves) は、スパンダー・バレエの1986年のアルバム『スルー・ザ・バリケーズ』から最初に出されたシングル。1986年7月26日に全英シングルチャートに入り、最高15位まで上昇し、チャートに7週間とどまった。
この曲は、アイルランドのアイルランド・シングルチャートで7位、オランダのシングル・トップ100で18位、ニュージーランドの公式ニュージーランド音楽チャートで33位、オーストラリアのケント・ミュージック・レポートで16位となった。
後にベスト・アルバム『ゴールド〜ベスト・オブ・スパンダー・バレエ』に収録された際には、日本語題の表記が「ファイト・フォー・アワーセルヴズ」とされた。

## チャート
| チャート（1986年）            | 最高位 |
| ----------------------------- | ------ |
| イギリス 全英シングルチャート | 15     |